# پتر کوونی
پتر کوونی (انگلیسی: Peter Coveney؛ زاده ) یک دانشمند است.